# VR-Bank Coburg
Die VR-Bank Coburg eG ist eine Genossenschaftsbank mit Sitz in Coburg.
Ihr Geschäftsgebiet umfasst die kreisfreie Stadt Coburg sowie große Teile der Landkreise Coburg und  Sonneberg. Die VR-Bank Coburg verfügt über 21 Filialen (inklusive zwei reinen SB-Stelle) im gesamten Gebiet.

## Geschichte
Die Bank entstand durch Fusion der VR-Bank Coburg-Rennsteig eG mit der etwa halb so großen Coburger Bank eG im Jahr 2006. Die Coburger Bank geht zurück auf den Schulze-Delitzschen Vorschuß-Verein zu Coburg, der am 3. November 1862 gegründet wurde und 1863 seine Geschäfte aufnahm.
Die VR-Bank Coburg-Rennsteig hat ihre älteste Wurzeln im Coburger Land in den 1889 bis 1897 gegründeten Raiffeisenbanken Fechheim, Grub-Creidlitz, Gestungshausen und Lautertal. Weitere Gründungen folgten 1911 mit dem Großwalburer Spar- und Darlehenskassen-Verein, der 1919 mit den Kassen in Ahlstadt und Breitenau und der Raiffeisenbank Meeder zur Raiffeisenbank Großwalbur verschmolz, 1918 mit der Raiffeisenbank Bergdorf und 1922 mit der Raiffeisenbank Oeslau. 1963 fusionierten die Raiffeisenbanken Oeslau und Mönchröden zur Raiffeisenbank Rödental. 1975 gründeten die Raiffeisenbanken Grub-Creidlitz, Gestungshausen und Lautertal die Raiffeisenbank Coburg, um auch in Coburg präsent zu sein. Sitz des Institutes wurde 1977 das zusammen mit einem Investor errichtete Bank- und Ärztehaus in der Mohrenstraße 7a.
Im Jahre 1991 fusionierte die Raiffeisenbank Coburg mit der Volksbank Sonneberg, die auf den Spar- und Vorschussverein Sonneberg von 1897 zurückgeht, zur Gewerbebank Coburg-Sonneberg. Im selben Jahr verschmolzen die Raiffeisenbanken Einberg, Bergdorf und Fechheim mit der Raiffeisenbank Rödental. Die Raiffeisenbank Großwalbur und die Gewerbebank Coburg-Sonneberg sind  schließlich im Jahre 2000 in der Coburg-Rennsteig-Bank eG aufgegangen und nach der Fusion mit der Raiffeisenbank Rödental im Jahr 2000 firmierte die Bank unter VR-Bank Coburg-Rennsteig eG. Die Zentrale wurde im Jahre 2000 durch den Kauf des ehemaligen Gewerkschaftshauses in der Mohrenstraße 7 erweitert.
Die VR-Bank Coburg übernahm im Oktober 2007 von der Volksbank Saaletal eG Geschäftsstellen in Sonneberg-Hönbach, Schalkau und Neuhaus-Schierschnitz.